# Flying Scotsman (поезд)
Flying Scotsman (с англ. — «Летучий шотландец») — пассажирский поезд-экспресс, обслуживающий маршрут Лондон — Эдинбург по Магистрали Восточного побережья (East Coast Main Line). Впервые пассажирское сообщение между столицами Англии и Шотландии было открыто в 1862 году, название Flying Scotsman официально получено в 1924 году. В настоящее время поезд эксплуатируется Virgin Trains East Coast.

## История

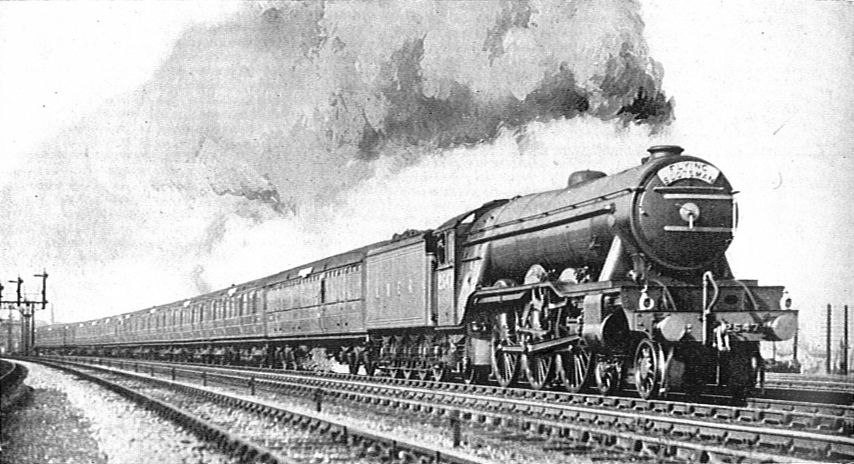
Flying Scotsman c 2547 Doncaster в качестве локомотива (1928)

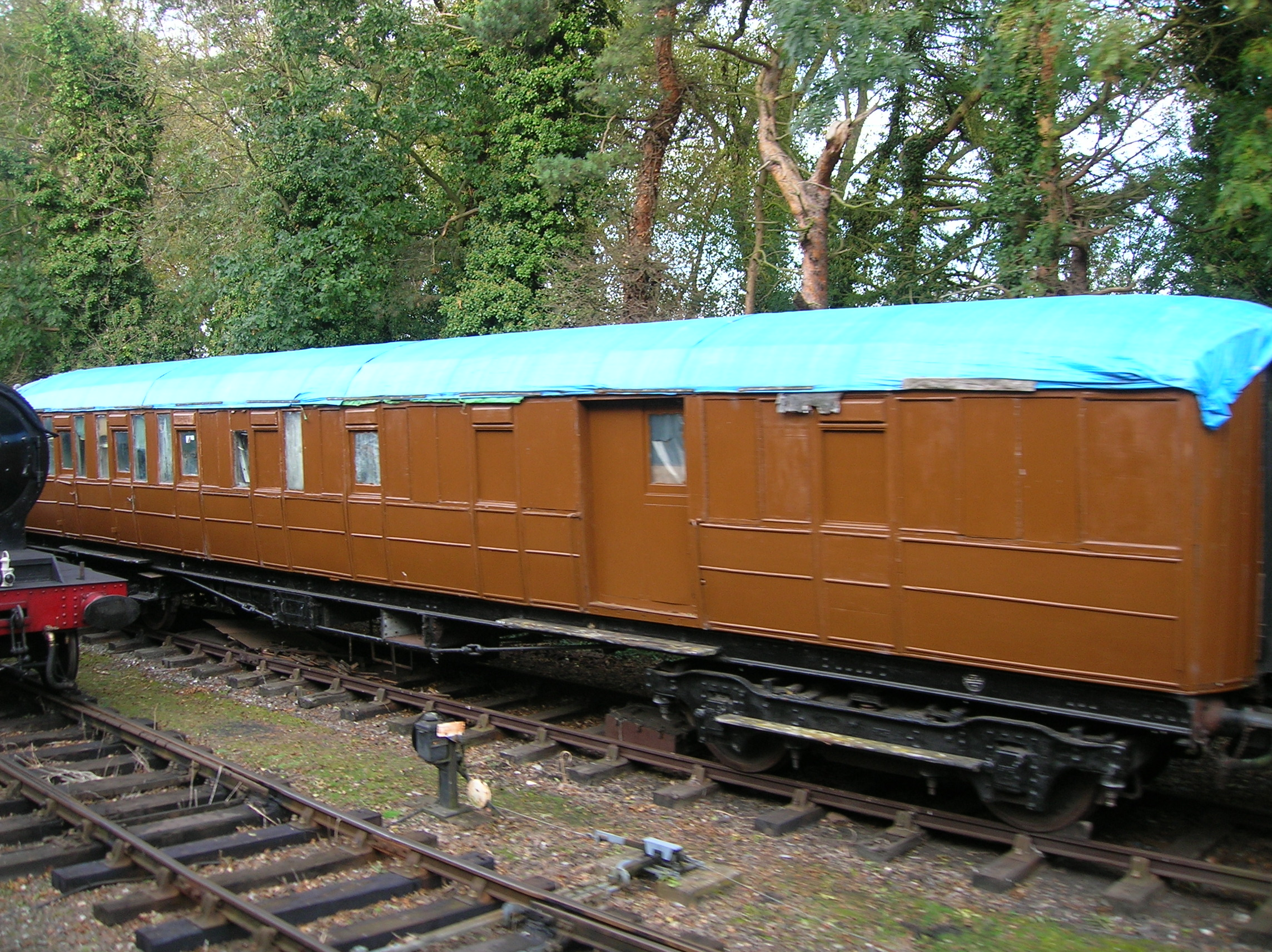
Вагон из состава Flying Scotsman LNER на хранении в Great Central Railway (2009)

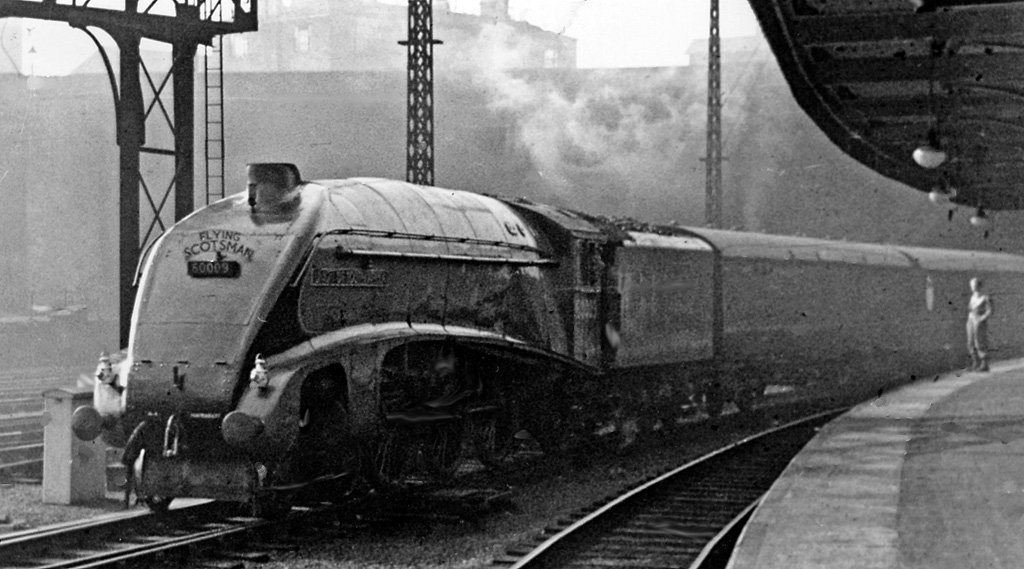
Flying Scotsman с 4488 Union of South Africa в качестве локомотива на вокзале Кингс-Кросс (1948)

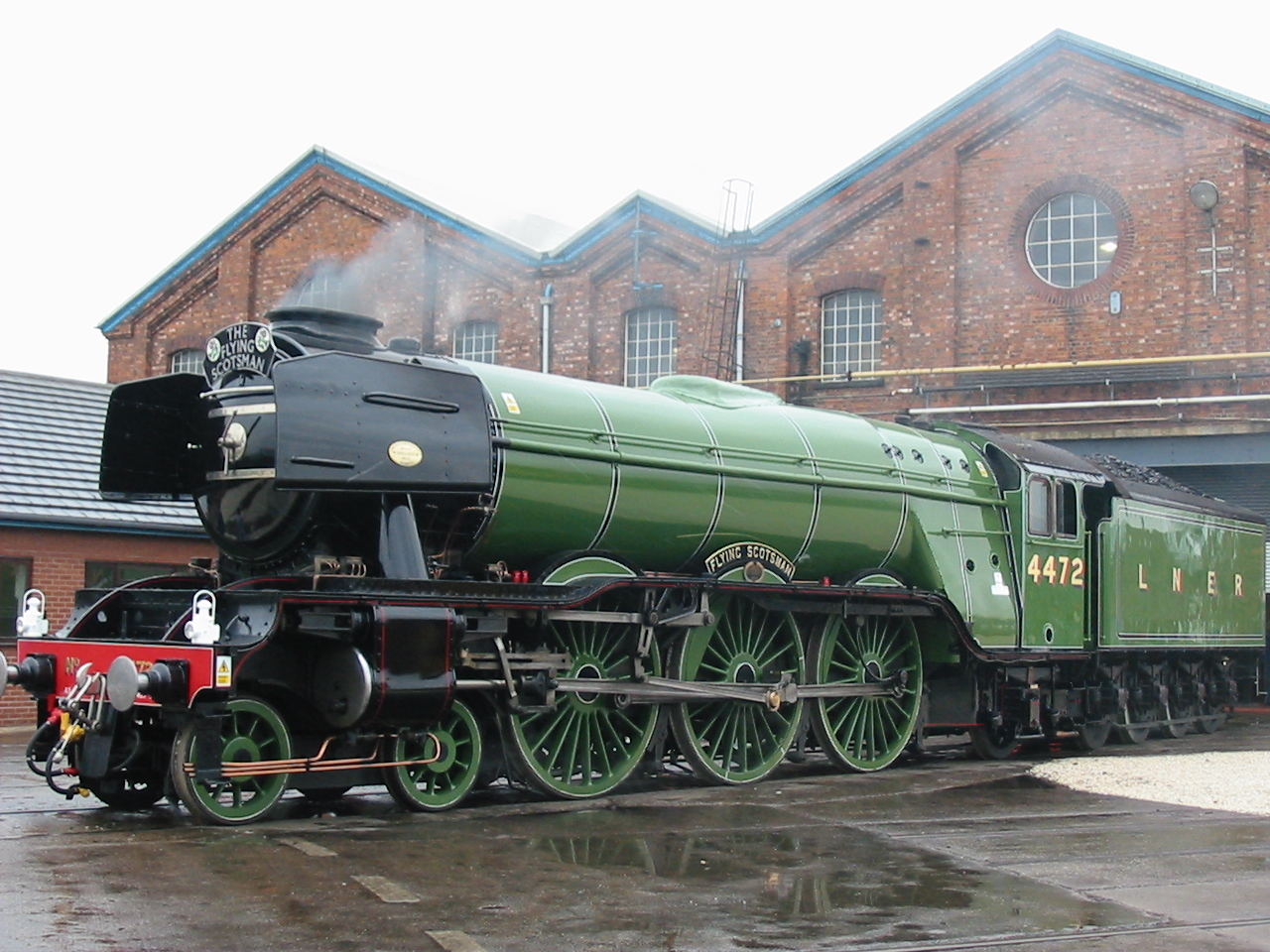
4472 Flying Scotsman — паровоз, названный в честь поезда и использовавшийся в качестве локомотива с 1928 года (2003)

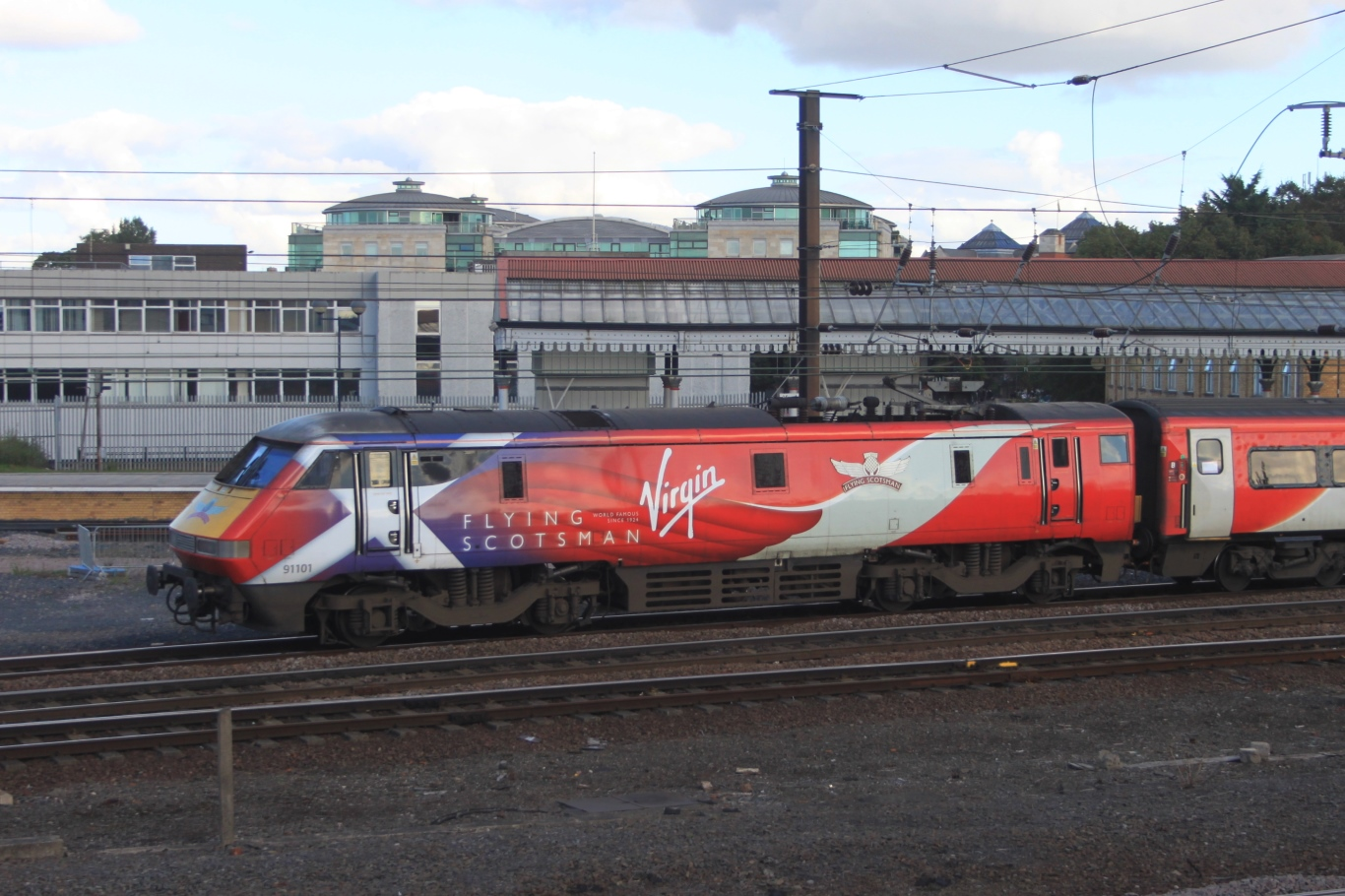
91101 в раскраске Flying Scotsman в Йорке (октябрь 2016)

Железнодорожная магистраль East Coast Main Line, на которой эксплуатируется Flying Scotsman, построена в XIX веке при участии множества мелких железнодорожных компаний. Однако после слияний и поглощений контроль над маршрутом получили три компании: North British Railway (NBR), North Eastern Railway (NER) и Great Northern Railway (GNR). В 1860 году они учредили акционерное общество East Coast Joint Stock для организации прямых пассажирских перевозок с помощью общего подвижного состава. В результате этого сообщения появился поезд-экспресс, следующий от Лондона до Эдинбурга и обратно.

### Начало движения
Первый поезд, Special Scotch Express, вышел на линию в 1862 году. Составы одновременно отправлялись в 10:00 с лондонского вокзала Кингс-Кросс (GNR) и эдинбургского вокзала Уэверли (NBR). Первоначально путешествие занимало 10,5 ч, включая получасовую остановку в Йорке на обед; однако с ростом конкуренции и по мере совершенствования железнодорожной техники время в пути сократилось до 8,5 ч в 1888 году, к началу так называемой Гонки на север.
С 1896 года поезд непрерывно модернизировался. Появились такие удобства, как переходы между вагонами, отопление и вагоны-рестораны. Поскольку пассажиры теперь могли пообедать в поезде, остановка в Йорке была сокращена до 15 минут, но общее время в пути осталось прежним — 8,5 ч. Как и ранее, составом совместно владели три компании, составлявшие East Coast Joint Stock.

### London & North Eastern Railway
В 1923 году железные дороги Великобритании были сгруппированы в «Большую четверку». При этом все три участника East Coast Joint Stock вошли в состав вновь образованной London & North Eastern Railway (LNER).
Именно LNER в 1924 году официально переименовала экспресс во Flying Scotsman, хотя неофициально его так называли с 1870-х годов. Для большей рекламы поезда недавно построенный паровоз серии А1 получил такое же название, под которым участвовал в Британской имперской выставке 1924 года.
Из-за давнего соглашения между конкурировавшими West Coast Main Line и East Coast Main Line, заключённого после гонок 1888 и 1895 годов, скорость шотландских экспрессов была ограничена, и 631 км между столицами поезда преодолевали за 8 часов 15 минут. Однако благодаря усовершенствованию парораспределительного механизма потребление угля в серии А1 резко сократилось, и стало возможным организовать безостановочное сообщение. Десять локомотивов серий А1 и А3, предназначенные для работы с Flying Scotsman, были оборудованы проходными тендерами, позволявшими попадать в кабину локомотива из поезда. Благодаря этому паровозная бригада могла меняться на ходу и не превышать норм времени безопасной работы.
Во время всеобщей стачки 11 мая 1926 года Flying Scotsman сошёл с рельсов возле Ньюкасла из-за разобранного забастовщиками пути. Пострадал один человек.
Паровоз 4472 Flying Scotsman первым провёл поезд без остановок от Лондона до Эдинбурга 1 мая 1928 года, официально установив рекорд в 631 км безостановочного маршрута для регулярных поездов (четырьмя днями ранее London Midland & Scottish Railway в пику конкуренту единовременно продлила маршрут экспресса Royal Scot’s, следовавшего из Лондона в Глазго, до Эдинбурга, преодолев без остановок от столичного вокзала Юстон 643 км). В 1928 в поезде Flying Scotsman улучшилось питание, к тому же пассажирам были предложены дополнительные услуги, даже парикмахерские. С окончанием в 1932 году срока действия соглашения об ограничении скорости время в пути сократилось до 7 часов 30 минут, а к 1938 году — до 7 часов 20 минут.

#### Проходные тендеры
Для введения безостановочного движения Flying Scotsman с 1 мая 1928 года были изготовлены десять специальных проходных тендеров повышенной вместимости — 9,1 т угля вместо обычных 8 т. Узкий проход внутри тендера и гибкие соединения с головным вагоном позволяли попадать в кабину паровоза из поезда. Проход был обустроен с правой стороны тендера, имел высоту 152 см и ширину 46 см. До 1938 года проходные тендеры строились несколькими партиями, и их число достигло 22. В разное время они использовались с паровозами серий А1, А3, А4 и W1, но к концу 1948 года все оказались присоединены к паровозам серии А4. Проходной тендер для смены экипажей на ходу в паровозе серии А4 показан в фильме 1953 года Elizabethan Express, посвящённом другому экспрессу Лондон — Эдинбург.

### British Railways
В конце 1950-х годов компания British Railways (BR) начала перевод железных дорог на дизельную тягу. Велись поиски замены «пасификам» Грезли и на East Coast Main Line. С 6 октября 1958 года в качестве локомотива Flying Scotsman стали использоваться тепловозы серии Class 40. В 1962 году их заменил Class 55, с которым экспресс стал звездой рекламы BR, какой в своё время он был на паровозной тяге для LNER.
BR отменила безостановочное движение Flying Scotsman, который теперь останавливался в Ньюкасле, Йорке и Питерборо.

### Приватизация
После приватизации British Rail Flying Scotsman перешёл под контроль франшизы InterCity East Coast. Оператор франшизы c апреля 1996 по ноябрь 2007 года, Great North Eastern Railway (GNER), даже использовал в качестве своего второго названия словосочетание «Маршрут „Летучего шотландца“» (The Route of the Flying Scotsman). После GNER экспрессом до ноября 2009 года управляла National Express East Coast, затем до апреля 2015 года — East Coast, после чего контроль получила Virgin Trains East Coast.
23 мая 2011 года бренд Flying Scotsman был передан ежедневным высокоскоростным поездам, отправляющимся из Эдинбурга в 05:40 и прибывающим в Лондон ровно через четыре часа с единственной остановкой в Ньюкасле. Поезд принадлежал серии InterCity 225 Mallard и имел особую бордовую раскраску. По утверждению представителей East Coast, возвращение именных поездов являлось частью политики возрождения «очарования и романтики». Однако Flying Scotsman — впервые в своей истории — шёл только в одну сторону: обратного маршрута на север не существовало. По состоянию на май 2016 года, уже при Virgin Trains East Coast, этот график сохраняется. Самый быстрый поезд из Лондона в Эдинбург идёт 4 часа 20 минут. В октябре 2015 года 91101 и 82205 получили обновлённую окраску.
Flying Scotsman является единственным поездом, который проходит без остановок Дарлингтон и Йорк.

## Локомотивы
Связывая столицы Англии и Шотландии, составы Flying Scotsman были чрезвычайно длинными и тяжелыми, особенно до развития автомобильного и воздушного транспорта. Вследствие этого они требовали очень мощных локомотивов. С поездом использовались следующие локомотивы (некоторые специально разработаны для этого поезда):
- Stirling 4-2-2 Singles (GNR с 1870)
- Ivatt Class C1 (GNR с 1897), первый британский «атлантик»
- Gresley A1/A3 Class («пасифик») (LNER с 1922), в том числе одноимённый паровоз
- Gresley A4 Class («пасифик») (LNER с 1935), к серии относится обладатель рекорда скорости для паровозов
- British Railways Class 55 Deltic (BR с 1961)
- British Rail InterCity 125 (BR с 1976, GNER с апреля 1996 до ноября 2007, NEXC с декабря 2007 до ноября 2009, EC с ноября 2009 до марта 2015, VTEC с апреля 2015)
- British Rail InterCity 225 (BR с 1976, GNER с апреля 1996 до ноября 2007, NEXC с декабря 2007 до ноября 2009, EC с ноября 2009 до марта 2015, VTEC с апреля 2015)